# کلارک (ویسکانسین)
کلارک (به انگلیسی: Clark) یک منطقهٔ مسکونی در ایالات متحده آمریکا است که در شهرستان کلارک، ویسکانسین واقع شده‌است. کلارک ۳۹۰٫۱۵ متر بالاتر از سطح دریا واقع شده‌است.